# Peter Pou
Pedro Juan Pou Hermoso (22 de febrer de 1992, Santo Domingo, República Dominicana) més conegut pel seu nom artístic Peter Pou, és un cantant afroamericà de música dance nacionalitzat a Espanya que pertany al segell discogràfic Blanco y Negro Music.

## Carrera
En 2013 neix el projecte Peter Pou, de la mà del conegut productor musical nacional Daniel Ambrojo i el mateix Peter Pou. De raça afroamericana i amb 21 anys, inicia la seva carrera musical col·laborant al costat de la cantant Ethernity en el senzill “INVISIBLE”.
Al maig del mateix any, surt la seva col·laboració al costat del DJ i locutor de 40 Principals """Óscar Martínez""": “FEELING FREE”. Tema que va ser editat per la discogràfica “Clippers Music” i que des de la seva presentació, va sonar al programa de radi 40 Hot Mix (40 Principals). Al juny es presentarà en directe en els 40Cafè de Gran Via (Madrid) i s'inclourà en el recopilatori “Màxima 3.14” ,”40 Hot Mix”.
Al setembre, col·labora amb DJ Valdi, personatge conegut en televisió (El Hormiguero, Antena3) en el senzill “CAN YOU FEEL THE LOVE”. Tema que va ser editat per la discogràfica “Blanco y Negro Music” i que ha estat inclòs en diversos recopilatoris de nivell nacional: “I Like Festa 2013”, “Blanco & Negro DJ Series 2013, Vol. 7”, “Ahora 014”, “El gallo Máximo Compilation 2013", “40 Hot Mix”, "Disco Rojo 2014". Aquest últim senzill, a més, sona en programes de TV (“El Hormiguero, Lo sabe, no lo sabe”) i en llistes de nivell nacional en programes de radi com a “Màxima 51 *Chart” de MáximaFM en el qual es manté des de la seva entrada en llista en el TOP 5.

## Discografia
Senzills
- 2014: "You Are My Sexy Girl" [Blanco Y Negro Music]
- 2013: "Can You Feel The Love" (amb DJ Valdi) [Blanco Y Negro Music]
- 2013: "Feeling Free" (amb Oscar Martínez) [Clipper Sounds]
- 2013: "Invisible" (amb Danza DJs i Ethernity) [Blanco Y Negro Music]

Remescles
- 2014: "You Are My Sexy Girl" (Extended Version) [Blanco Y Negro Music]
- 2014: "Can You Feel The Love" (amb DJ Valdi) (Zakary Remix) [Blanco Y Negro Music]
- 2014: "Can You Feel The Love" (amb DJ Valdi) (Submission DJ Remix) [Blanco Y Negro Music]
- 2014: "Can You Feel The Love" (amb DJ Valdi) (Kato Jiménez & Jesús Sánchez Remix) [Blanco Y Negro Music]
- 2014: "Can You Feel The Love" (amb DJ Valdi) (GioSer Hernandez & MPV Remix) [Blanco Y Negro Music]
- 2014: "Can You Feel The Love" (amb DJ Valdi) (Geo Da Silva & Jack Mazzoni Remix) [Blanco Y Negro Music]
- 2014: "Can You Feel The Love" (amb DJ Valdi) (Carlos Jean Remix) [Blanco Y Negro Music]
- 2013: "Can You Feel The Love" (amb DJ Valdi) (Extended Version) [Blanco Y Negro Music]
- 2013: "Feeling Free" (The Zombie Kids Remix) (amb Oscar Martínez) [Clipper Sounds]
- 2013: "Feeling Free" (Baccanali Djs Remix) (amb Oscar Martínez) [Clipper Sounds]
- 2013: "Feeling Free" (Alex Guerrero Remix) (amb Oscar Martínez) [Clipper Sounds]
- 2013: "Feeling Free" (Javi Torres Remix) (amb Oscar Martínez) [Clipper Sounds]
- 2013: "Feeling Free" (Kike Puentes Remix) (amb Oscar Martínez) [Clipper Sounds]